# Paul Davidson

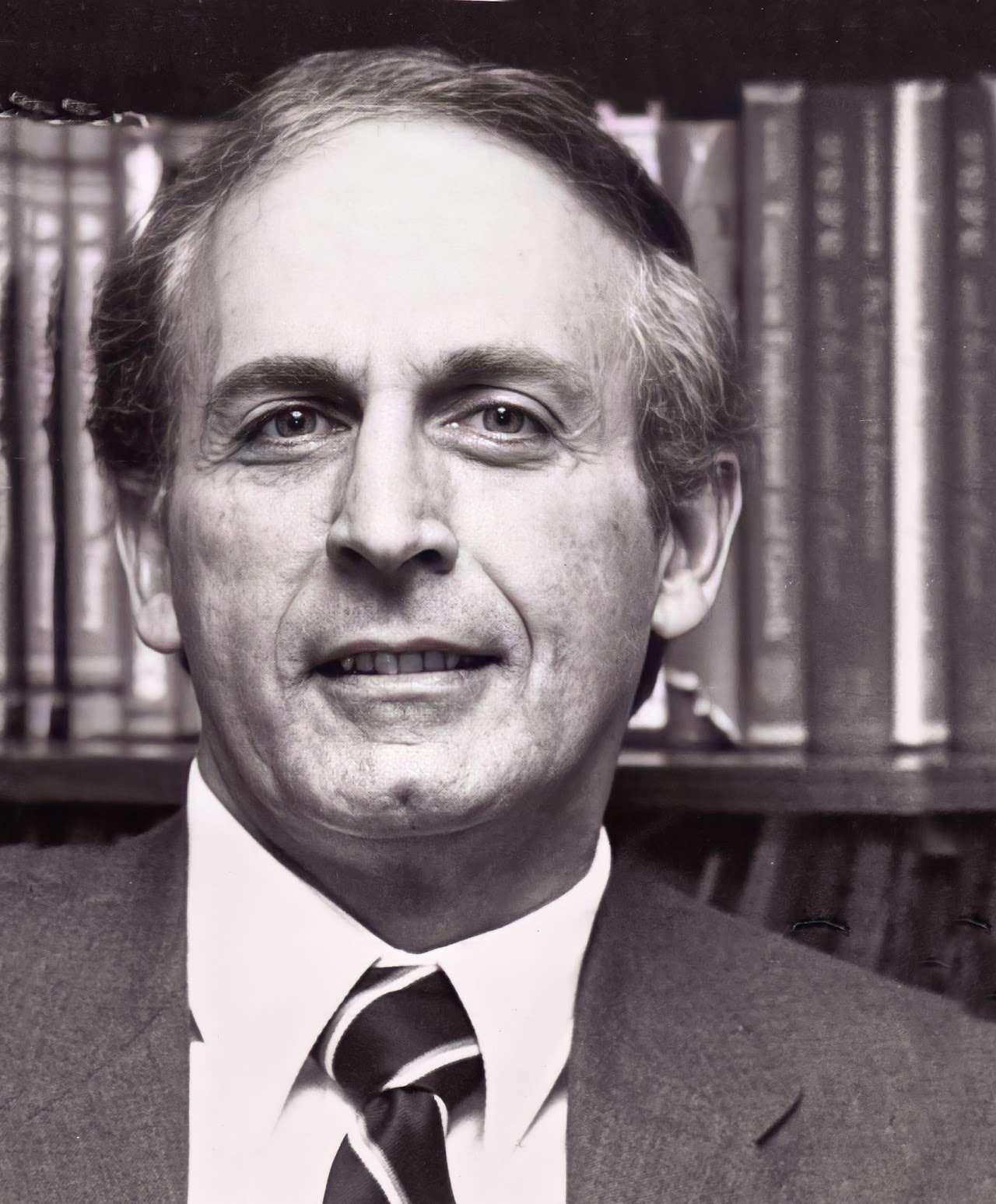
Paul Davidson

Paul Davidson (Brooklyn (New York), 23 oktober 1930 – 20 juni 2024) was een Amerikaans macro-econoom, die een van de belangrijkste woordvoerders was van de Amerikaanse tak van de postkeynesiaanse school in de economische wetenschap. 
Hij was een productief schrijver en heeft actief geïntervenieerd in belangrijke debatten over economisch beleid (de natuurlijke hulpbronnen, het internationaal monetair systeem en de schulden van ontwikkelingslanden), dit vanuit een positie die kritisch staat tegenover de mainstream economie.
Davidson overleed op 20 juni 2024 op 93-jarige leeftijd.

## Belangrijkste werken
- Money and the Real World, 1972

## Secondaire bronnen
- (en)  Mark Blaug (ed.) - Who's who in economics (3d edition), 1999
- (en)  R. Holt - "Neglected prophets: Paul Davidson: The truest Keynesian?" (Verwaarloosde profeten: Paul Davidson: de waarste Keynesiaan) Eastern Economic Journal, 1998